# Cappella della Mater Boni Consilii
La cappella della Mater Boni Consilii è una piccola chiesa di Roma, nel rione Monti, in via Salita del Grillo.
Così l'Armellini descrive questa piccolo oratorio:
(Armellini, op. cit., p. 176)
La semplice cappella, si presenta con la facciata composta da un ampio portale con apertura a tutto sesto, completo di pareste e timpano triangolare, l'interno è costituito da un angusto ambiente, con l'altare, sormontato dall'icona della Madonna, e diversi ex voto.